# Mare de Kokorou
Die Mare de Kokorou (auch: Mare de Kokoro) ist ein See in der Gemeinde Kokorou im Westen Nigers.

## Geographie
Die Mare de Kokorou liegt unmittelbar südlich des Dorfs Kokorou, das der Hauptort der gleichnamigen Landgemeinde ist, die zum Departement Téra in der Region Tillabéri gehört. Die Landschaft nördlich des Sees ist von wandernden Sanddünen geprägt. An den anderen Seiten erstrecken sich Überflutungsbereiche und kleine Täler mit stark eisenhaltigen Böden. Wie die weiter östlich gelegene Mare de Namga ist die Mare de Kokorou ein Teil des Feuchtgebiets Kokorou-Namga-Komplex, das nach der Ramsar-Konvention unter Schutz steht.
Beide Seen sind Überbleibsel eines früheren großen Zubringerflusses des Stroms Niger. Die Fläche der Mare de Kokorou schwankt je nach Jahreszeit und klimatischen Bedingungen stark: im Zeitraum von 1997 bis 2017 zwischen 520 to 2398 Hektar. Sie gilt als größter See im Westen Nigers. Während sie zuvor manchmal vollständig austrocknete, ist dies etwa seit 2008 nicht mehr der Fall. Im Jahresverlauf füllt sich der See während einer kurzen Regenzeit, die zwischen Juni und September auftritt, und leert sich während einer langen Trockenzeit. Am größten ist der See in der Regel in den Monaten September und Oktober, während er im Juni vor dem Auftreten der ersten Niederschläge Niedrigwasser aufweist.
Das Einzugsgebiet der Mare de Kokorou ist 217 km² groß. Fünf temporäre Hauptbäche mit mehreren Nebenbächen münden in den See. Die Wasserführung der Zubringerbäche stieg wegen verstärkter Abholzungen für die an der Wende vom 20. zum 21. Jahrhundert entstandene Bergbaustadt Komabangou an. Bedingt durch Alluvialablagerungen ist die Tiefe des Sees gering und übersteigt keine sechs Meter.

## Besiedlung
Zusätzlich zum Dorf Kokorou liegen mehrere Weiler um den See: Farey Banguia im Nordwesten, Diba im Norden, Koya im Nordosten und Bango Banda im Südosten. Die Bevölkerung gehört fast ausschließlich dem Islam an. Daneben wird eine mythische Schlange als Schutzgeist der Mare de Kokorou und ihrer Anwohner verehrt. Die Wasserschlange verkörpert das Geistwesen gorou gondi, das auch in anderen Gewässern lebt. In der Mare de Kokorou ist sie blind und hat den Namen Mahama Songorizé.

## Ökologie
Die Mare de Kokorou ist ein bedeutender Sammelplatz für Zugvögel. Das etwa 2100 Hektar große Feuchtgebiet von Kokorou ist als Important Bird Area klassifiziert. Nennenswerte hier beobachtete Vogelarten sind das Purpurhuhn (Porphyrio porphyrio), die Gelbbrust-Pfeifgans (Dendrocygna bicolor), die Witwenpfeifgans (Dendrocygna viduata), die Sporngans (Plectropterus gambensis), der Sichler (Plegadis falcinellus), die Höckerglanzgans (Sarkidiornis melanotos) und der Stelzenläufer (Himantopus himantopus). Säugetiere, darunter Gazellen, nutzen den See als Tränke. Im Wasser leben Raubwelse, Westafrikanische Lungenfische und Oreochromis niloticus. Um den See gibt es einen dichten Bestand Arabischer Gummi-Akazien mit 70 bis 80 Einzelbäumen je Hektar. Am Wasser gedeiht Echter Papyrus.

## Wirtschaftliche Bedeutung
An der Mare de Kokorou werden Fischfang sowie Gemüse-, Obst- und vereinzelt Reisanbau betrieben. Der Viehwirtschaft dient der See als Tränke und sein fruchtbares Umland als Weidefläche. Von herausragender Bedeutung ist das Gewässer für die Entnahme von Wasser für Haushaltszwecke. Der Zugang zum See wird vom Kantonschef von Kokorou kontrolliert, einem traditionellen Herrscher (chef traditionnel), dem die Verwaltung aller natürlichen Ressourcen obliegt.